# Ayumu Hirano
Ayumu Hirano (平野 歩夢, Hirano Ayumu), né le 29 novembre 1998 à Murakami, est un snowboardeur japonais spécialisé dans les épreuves de Half-pipe. Il gagne la médaille d'argent aux Winter X Games XVI et la médaille d'argent lors des Jeux olympiques d'hiver de 2014 dans l'épreuve half-pipe. Il est devenu à cette occasion le plus jeune médaillé dans les disciplines de neige aux Jeux olympiques. Il remporte de nouveau la médaille d'argent lors des Jeux olympiques d'hiver de 2018, et devient champion olympique aux Jeux olympiques d'hiver de 2022. 
Il pratique également le skateboard, participant aux Jeux olympiques de 2020.

## Palmarès

### Jeux olympiques d'hiver
| Épreuve / Édition | Sotchi 2014 | Pyeongchang 2018 | Pékin 2022 |
| Half-pipe         | Argent      | Argent           | Or         |

### Coupe du monde
- 1 petit globe de cristal :
  - Vainqueur du classement half-pipe en 2022.
- 10 podiums : 7 victoires.

#### Détails des victoires
| Épreuve / Édition | Halp-pipe                     |
| ----------------- | ----------------------------- |
| 2013-2014         | Cardrona                      |
| 2017-2018         | Copper Mountain Secret Garden |
| 2021-2022         | Mammoth Lakes Laax            |
| 2023-2024         | Copper Mountain               |
| 2024-2025         | Copper Mountain               |